# MDHMA
La MDHMA, nome completo 3,4-metilendiossi-N-idrossi- N-metilamfetamina, (nota anche come FLEA) è un composto chimico con effetti entactogeni, psichedelici e stimolanti facente parte della classe chimica delle fenetilammina e anfetamine. È l'omologo N-hydroxy del MDMA ("Ecstasy") e l'omologo N-metilico del MDOH. MDHMA è stato prima sintetizzato e poi classificato da Alexander Shulgin. Nel suo libro PiHKAL, Shulgin ha elencato il dosaggio per cui la sostanza ha effetto come di 100-160 mg con una durata in circa 4-8 ore. Descrive inoltre che l'MDHMA causa effetti entattogenici simili alMDMA, facilitando la comunicazione e aumentando l'apprezzamento dei sensi.
Questa sostanza è una sostanza di classe A nei composti controllati dalla legge britannica sull'abuso di droghe.